# Паз, Реувен
Реувен Паз (14 ноября 1950, Хайфа — 22 февраля 2015) — израильский учёный-исламовед, эксперт по исламу и исламистским движениям в арабском и мусульманском мире, арабскому меньшинству в Израиле и исламскому фундаментализму. Доктор наук. Один из ведущих экспертов по исламистской идеологии.

## Биография
Изучал арабскую филологию и историю Ближнего Востока в Университете Хайфы, там же получил докторскую степень.
Занимался исследованиями развития радикальных исламских доктрин во всём мире и палестинском обществе, как в Израиле, так и на палестинских территориях. Его исследования объединяют академическую работу с многолетним полевым опытом.
Читал лекции в Хайфском университете.
Работал старшим научным сотрудником в Институте международной политики по борьбе с терроризмом. В 1971—1994 годах служил в контрразведке Шабак. Руководил исследовательским отделом в общей службе безопасности Израиля.
В 1997—2000 годах занимал должность директора в Институте международной политики в области борьбы с терроризмом в междисциплинарном центре в Герцлии.
В 2003 году основал и руководил израильским Проектом по изучению исламских движений (PRISM).
Опубликовал несколько десятков научных статей. Автор нескольких книг об исламистских движениях.
Несколько раз в качестве эксперта давал показания в судах по делам, связанным с терроризмом, в том числе в Соединенных Штатах. Освещал роль Аль-Каиды на Кавказе, глобальному движению джихада.

## Избранные публикации
- Hamas' Suicide Operations
- Hotwiring the Apocalypse
- Debates Within the Salafi Family
- Hamas' Suicide Operations
- Higher Education and the Development of Palestinian Islamic Groups